# Sint-Pietersabdij (Gent)

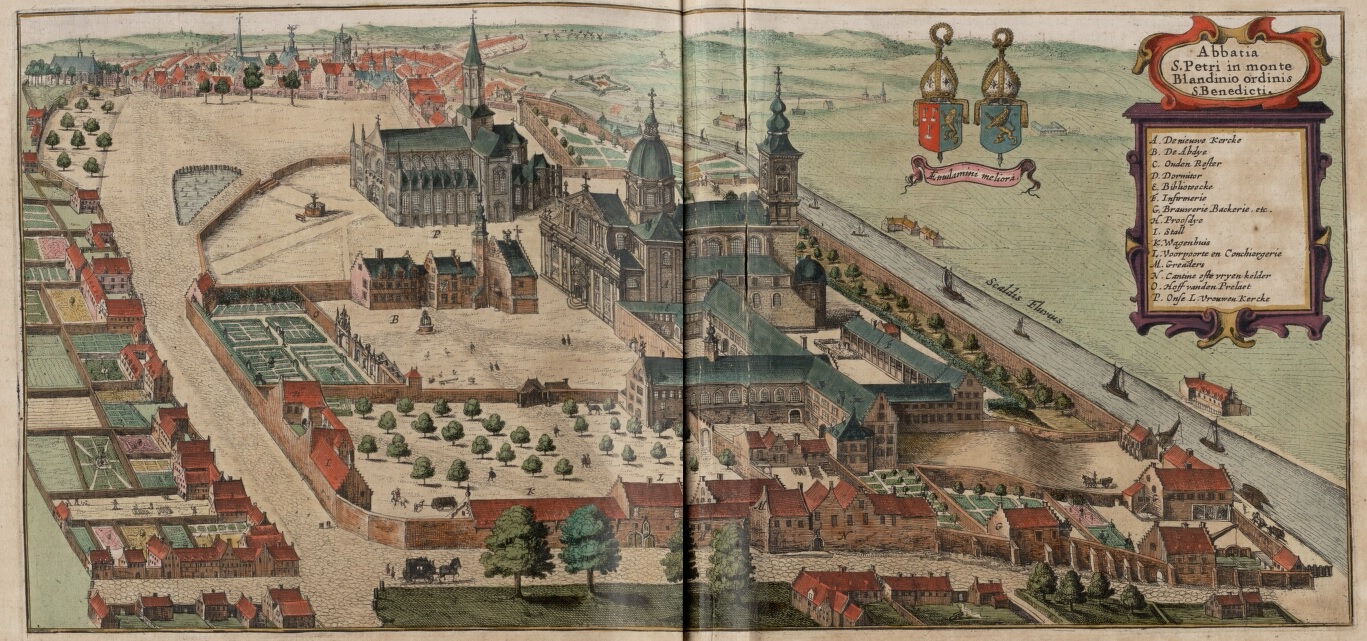
Gentse Sint-Pietersabdij in de 17e eeuw (Flandria illustrata)

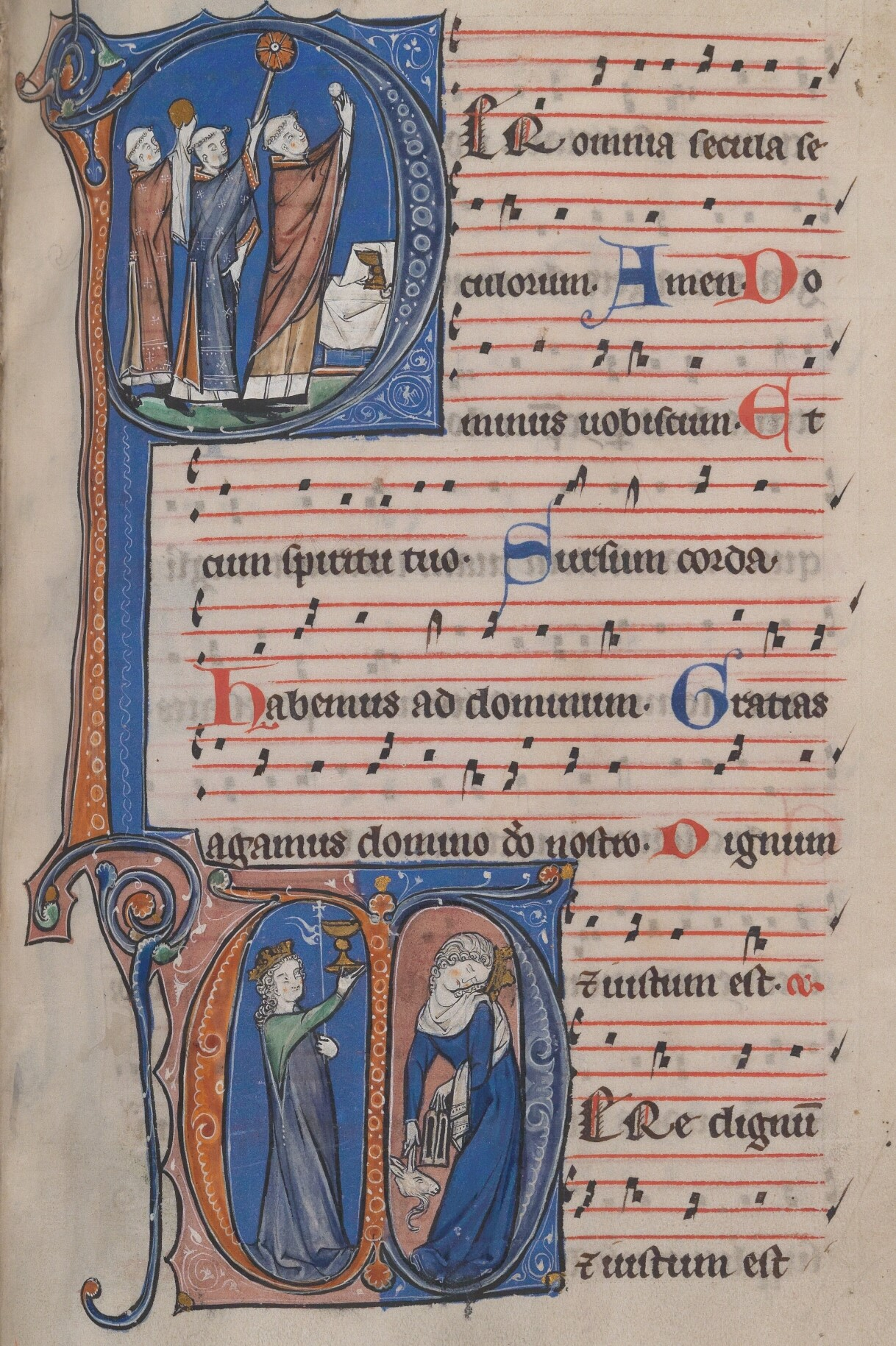
Fragment uit het Missaal van de Sint-Pietersabdij. Verlucht missaal vervaardigd voor de Benedictijnerabdij van Sint-Pieter in Blandinium te Gent, 1275-1285. Bewaard in de Universiteitsbibliotheek van Gent.

De Sint-Pietersabdij (Lat.: abbatia Sancti-Petri Blandiniensis) is een voormalige benedictijnenabdij in de Belgische stad Gent. Ze ligt op de 28 m hoge Blandijnberg (het hoogste punt van de stad), langs de oude loop van de Schelde, ook Muinkschelde (Monnikenschelde) genoemd. De abdij werd oorspronkelijk Blandinium genoemd. De gebouwen van de voormalige abdij worden momenteel gebruikt door de Kunsthal Sint-Pietersabdij en De Wereld van Kina en zijn in beheer van Historische Huizen Gent.

## Geschiedenis van de abdij
De abdij werd door Amandus van Gent of een van zijn volgelingen in de 7e eeuw gebouwd op een terrein dat ooit zou toebehoord hebben aan een Gallo-Romein, genaamd Blandinus. Amandus stichtte ook de andere abdij in Gent, de Sint-Baafsabdij. De eerste abt was Florbertus van Gent, die door Amandus vanuit de abdij van Elnone naar Gent geroepen werd.
De abdij was door haar rijkdom een aantrekkingspool voor belegeraars en ze werden beide door Karel de Grote betrokken in zijn verdedigingsgordel tegen de Vikingen. Deze invallers uit het noorden plunderden de abdij in de winter van 879-880.
In 941 werd de abdij hervormd door Gerardus van Brogne, die er drie jaar abt was. Hij voerde de strenge regel van Benedictus in. De jonge Dirk II, die er vermoedelijk onder bescherming van zijn aanstaande schoonouders, Arnulf I van Vlaanderen en Aleidis van Vermandois, werd opgevoed in de abdij. Na zijn meerderjarigheid verving Dirk het houten klooster in Egmond door een stenen gebouw en liet hij monniken uit de Sint-Pietersabdij overkomen.
De abdij met haar gebouwen en afhankelijkheden zoals hoeven, tuinen, woningen en landerijen vormde een zogenaamd abdijdorp, het Sint-Pietersdorp. De abdij bezat over haar grenzen uitgestrekte domeinen waaronder Vlaamse en Zeeuwse schorrengebieden waarop schapen graasden. De inwoners van het abdijdorp dreven handel in wol waarbij ze gebruik maakten van de privileges die de abdij had bedongen. Gent werd zo in de 11e eeuw een internationaal centrum van wol- en lakenhandel. Beide abdijen bezaten alle stadsgronden binnen de portus waarvoor de eigenaren jaarlijks belastingen moesten betalen.

### Rustplaats van graven
Vijf van de eerste zeven graven van Vlaanderen: Boudewijn II de Kale, Arnulf I de Grote, Arnulf II de Jonge, Boudewijn IV met de Baard en Boudewijn V de Grote (overleden tussen 918 en 1067) werden op het terrein van de abdij begraven. Ook Godfried van Verdun en Suzanna van Italië vonden hier hun laatste rustplaats. 
In de twaalfde eeuw werd wereldliteratuur geproduceerd in de abdij. Het Latijnse dierdicht Ysengrimus, waarin de abdij wordt vernoemd, liet Europa kennismaken met de wolf en zijn vijand Reynardus vulpes (Reynaert de Vos). Zo'n veertig jaar later, tussen 1183 en 1190, schreef Chrétien de Troyes in de abdij de eerste graalroman, Perceval ou le Conte du Graal. Hij deed dit in dienst van de Vlaamse graaf Filips van de Elzas en naar eigen zeggen op basis van een boek hem door de graaf ter hand gesteld.
Latere tijden van voorspoed waren de 14e en 15e eeuw. In 1566 kreeg de abdij zwaar te lijden van de Beeldenstorm, o.a. de bibliotheek werd volledig verwoest. De Vlaamse dichter Cornelis Columbanus Vrancx werd in 1597 abt van de abdij. Haar huidig uitzicht heeft de abdij van de restauraties in de 17e en 18e eeuw.
Op 1 november 1796 werden de laatste monniken verdreven. De gebouwen werden ingericht als kazerne. Later, tot 1948 deden ze dienst als gevangenis. Nu dienen ze als tentoonstellingsruimtes en krijgen bezoekers de mogelijkheid om met Alison, een virtuele monnik, de abdij te bezoeken.
Op de helling naar de Schelde toe verbouwden de paters witte wijndruiven. Napoleon Bonaparte beëindigde die traditie. Sinds 2008 groeien er opnieuw wijnranken op de zuidelijke helling.

## Geschiedenis van de abdij- en parochiekerk
De oorspronkelijke Sint-Pietersabdijkerk in romaanse stijl werd in de 12e-13e eeuw gebouwd. Tussen 1629 en 1651 ontstond een barokke kerk naar ontwerp van de jezuïet Pieter Huyssens, met de steun van de aartshertogen Albrecht en Isabella. Het gebouw werd opgetrokken in zandsteen uit Balegem en Frankrijk. Het koor is geplaveid in dambordpatroon met witte en zwarte marmeren tegels. De achthoekige koepel rust op vier staanders, waarin de vier evangelisten werden gebeeldhouwd door Jan Boecksent.
In de onmiddellijke buurt van de abdij bestond reeds een Onze-Lieve-Vrouwekerk die de parochie bediende. Toen Gent te maken kreeg met de Franse Revolutie en confiscatie werd de parochiekerk toegewijd aan Onze-Lieve-Vrouw in 1799 afgebroken. De Sint-Pietersabdijkerk ontsnapte aan verwoesting door de interventie van de Gentenaar Karel van Hulthem. Wel werden het tabernakel en de bijhorende zilveren kandelaars verkocht. Er bleven enkele oude meubelen bewaard, waaronder een 17e-eeuwse koorlessenaar gemaakt door Rombout Pauwels. Het smeedijzeren, deels vergulde hekken in het koor dateert uit 1745. 
Het Concordaat van 15 juli 1801 gaf een deel van de abdijkerk terug aan de katholieke eredienst en daarna kon de abdijkerk ook als parochiekerk functioneren onder de dubbele naam Onze-Lieve-Vrouw Sint-Pieters. Het oorspronkelijke marmeren oksaal van de kerk werd halfweg de 19e eeuw afgebroken en de materialen werden gebruikt voor de bouw van een portaal, dat werd bekroond met een orgel.

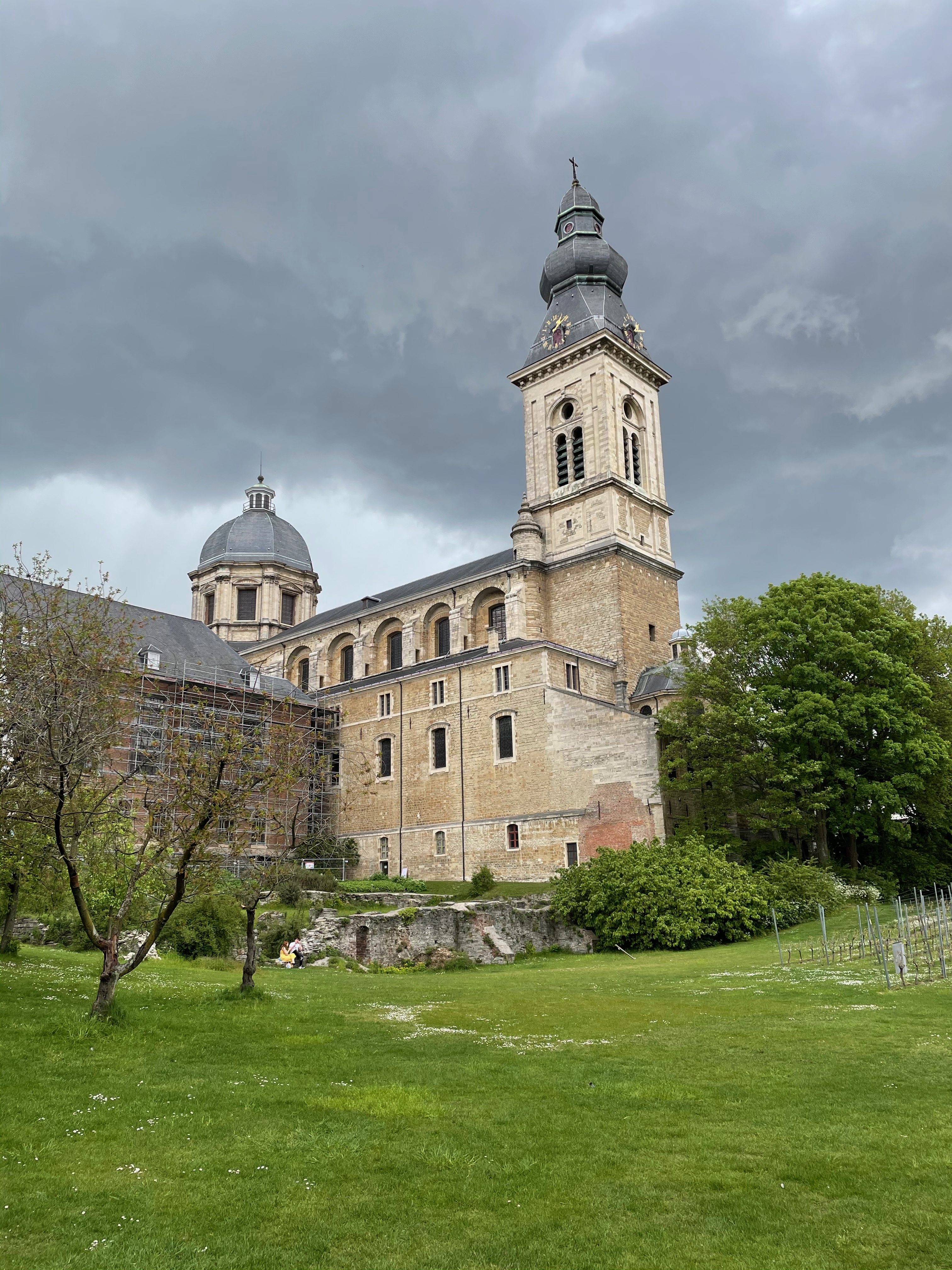
Onze-Lieve-Vrouw-Sint-Pieterskerk en een deel van de abdij.
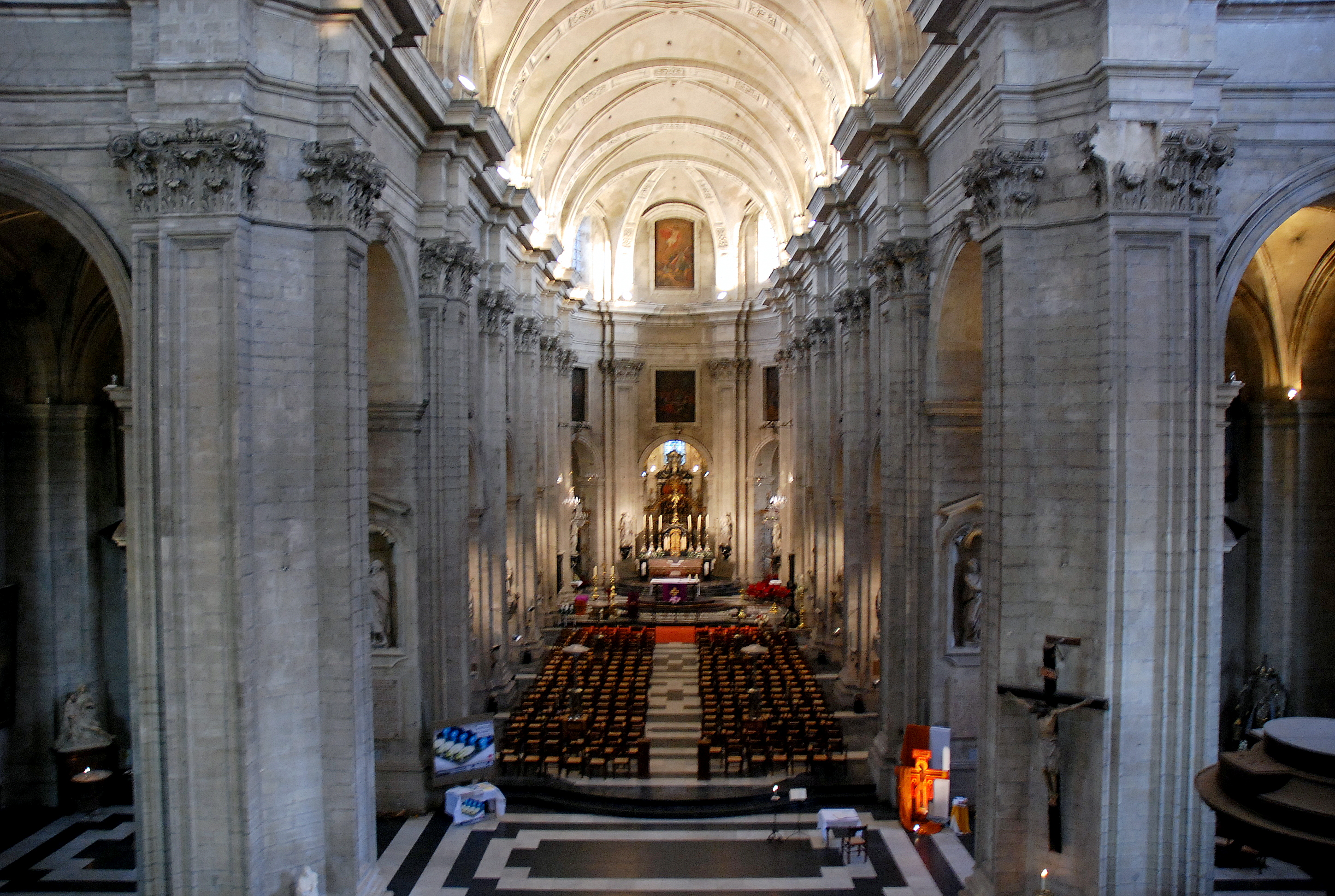
De kerk
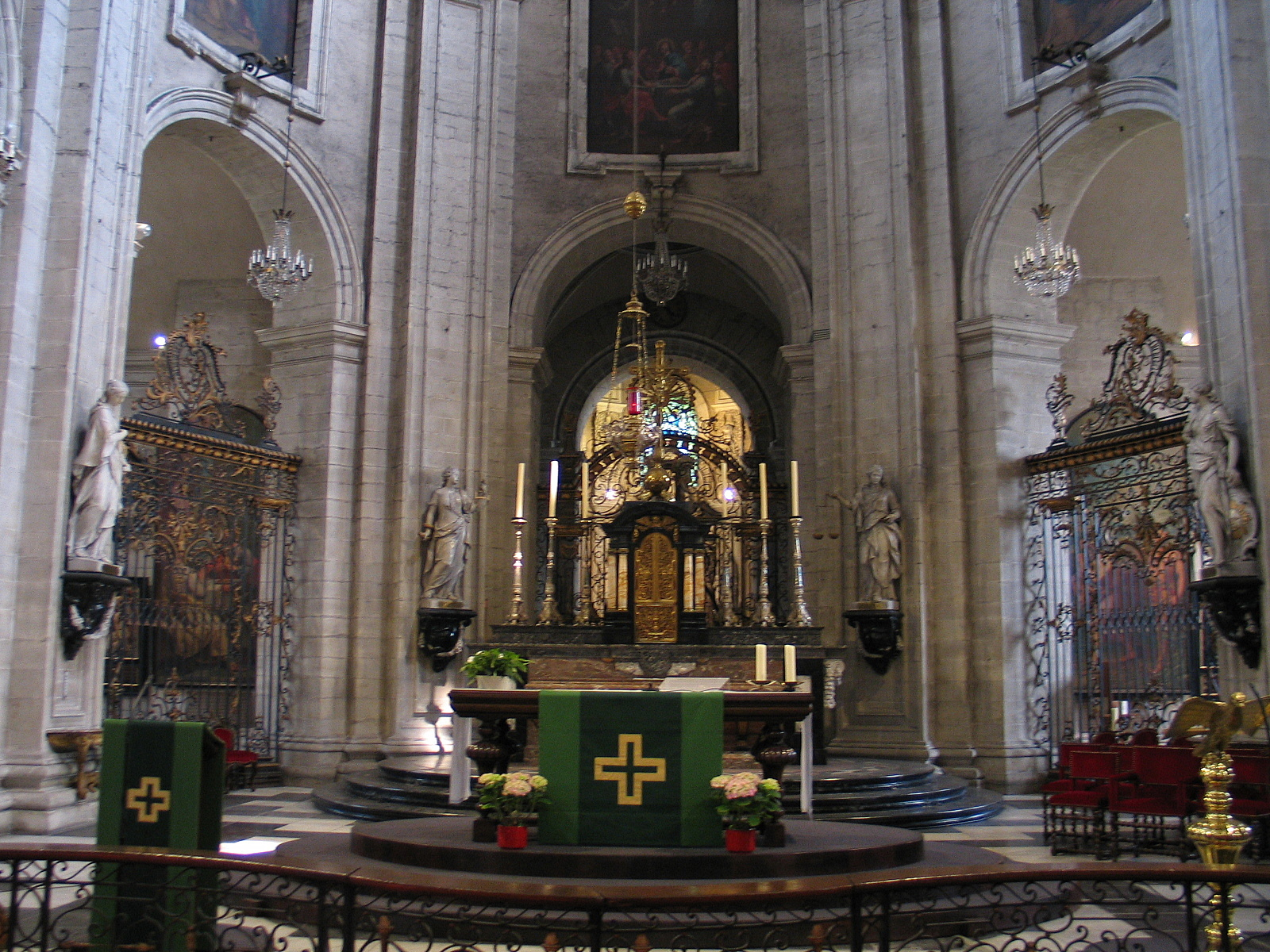
Het altaar en tabernakel
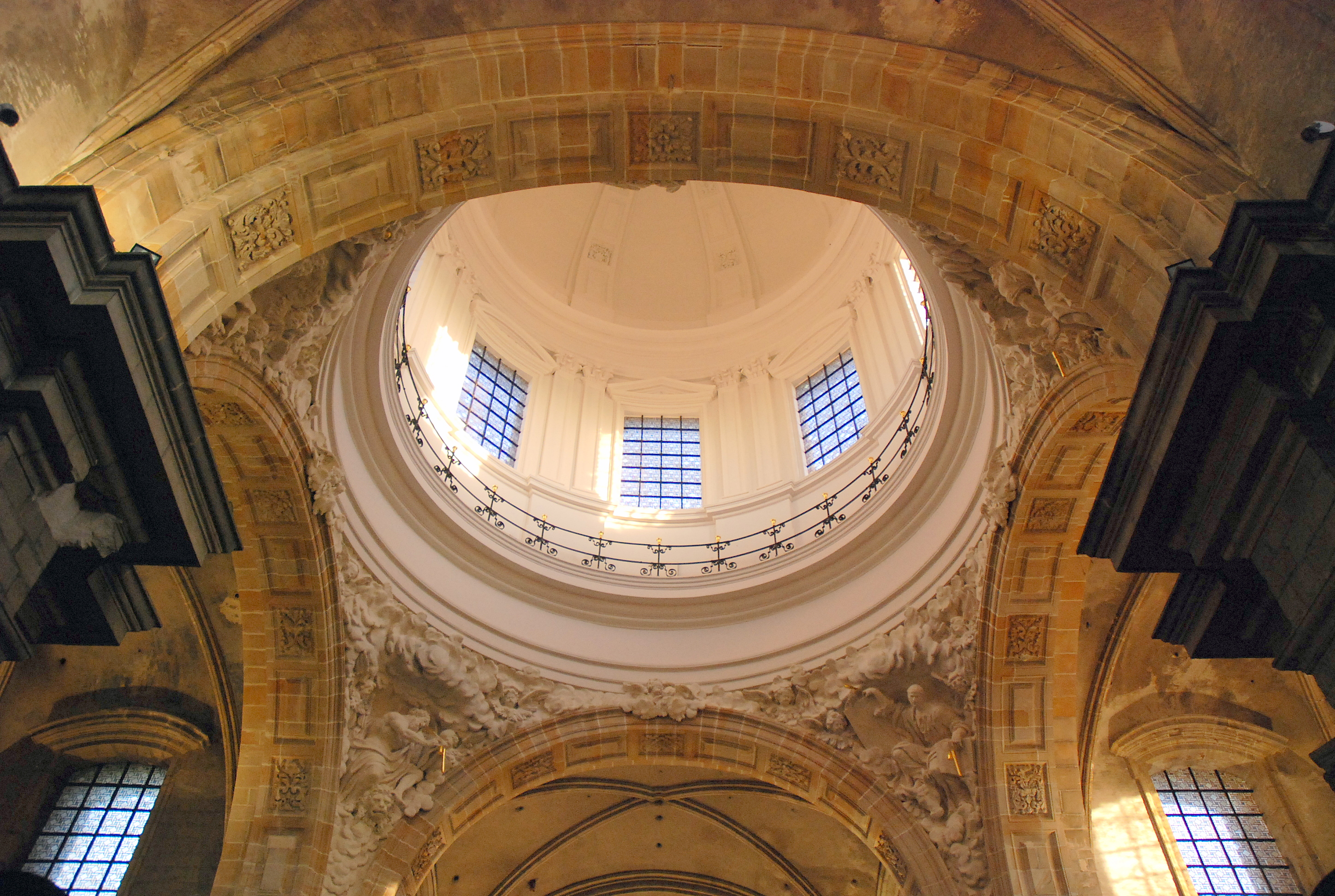
de koepel van de kerk
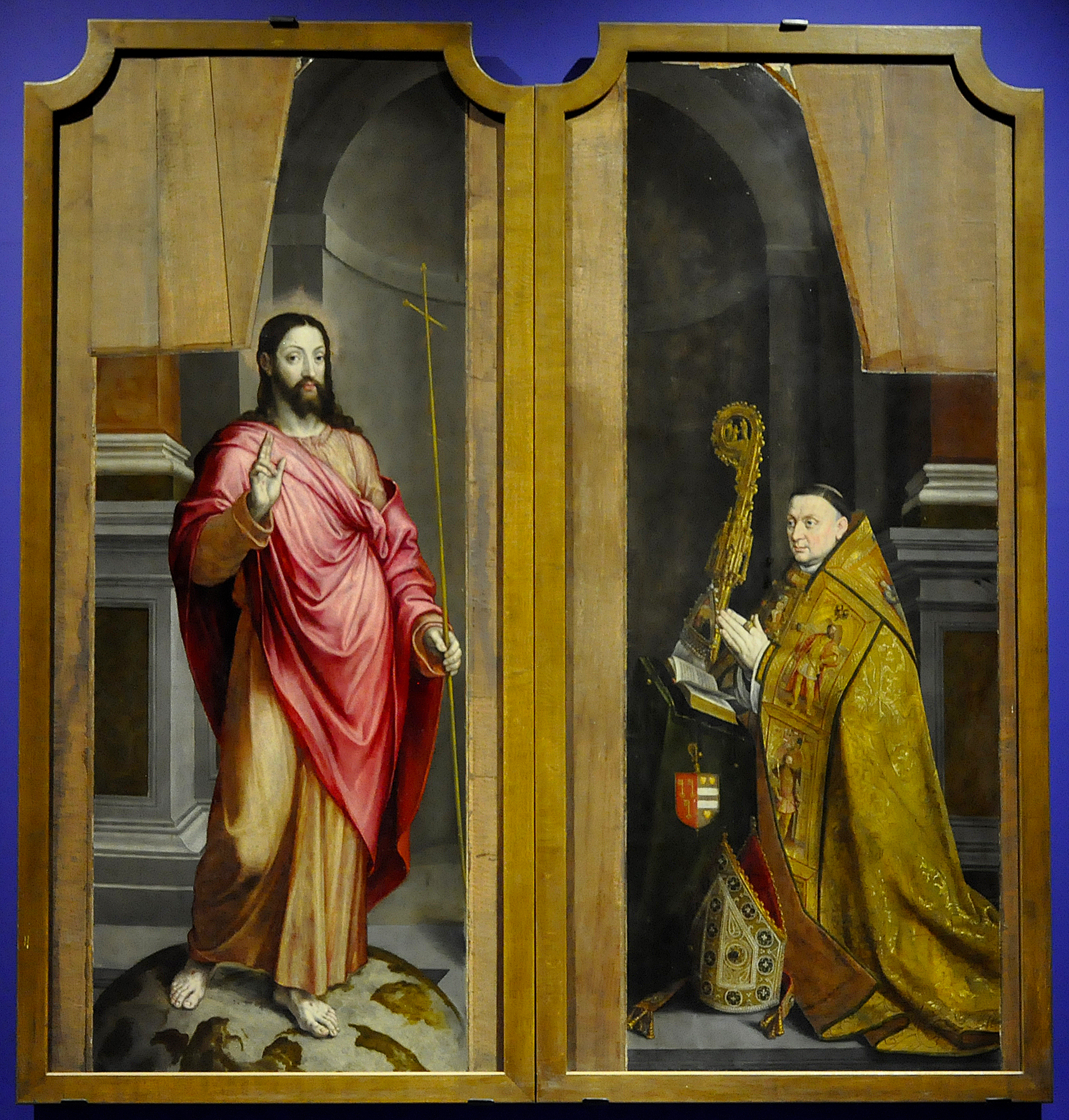
Schilderij uit de 16e eeuw met de verrezen Christus en Ghisleen Temmerman, abt van 1570 tot 1581 van deze abdij